# Friedhof Fluntern

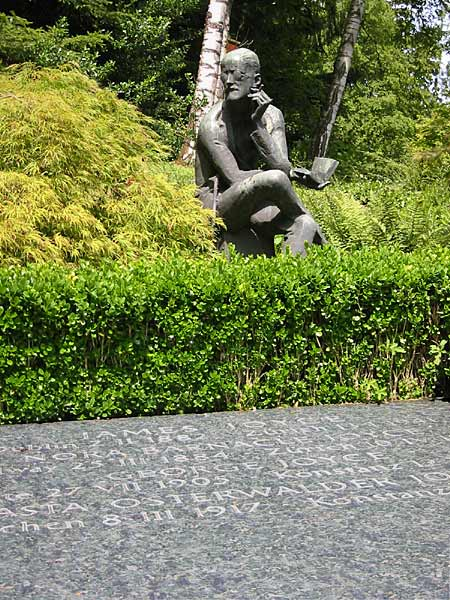
Hrob Jamese Joyce

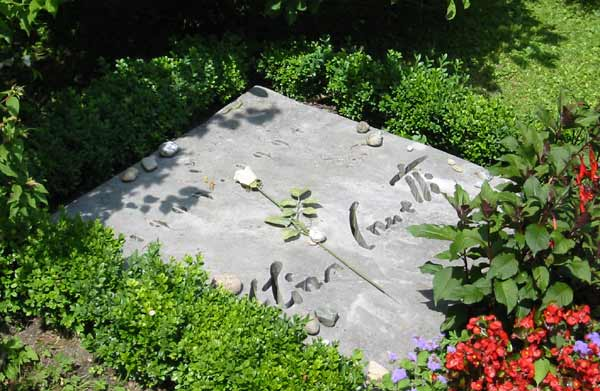
Hrob Eliase Canettiho

Friedhof Fluntern (doslova: Hřbitov Fluntern) je hřbitov ve švýcarském městě Curych, který leží na kopci Zürichberg.

## Popis
Hřbitov se nachází v těsné blízkosti zoologické zahrady a stejnojmenné tramvajové zastávky. Zabírá plochu 33 250 m². Kromě soukromých hrobek a urnový pohřebišť jsou tam i hromadné hroby. Mnoho rodinných hrobek má propracovanou výzdobu. Zelené plochy v západní části na hřbitově mají dát místu dojem odpočinku v zeleni.
Hřbitov má malou kapli, která pojme 100 hostů a márnici. Ve stejné budově je kancelář a byt správce.

## Historie
Dnešní hřbitov byl založen v roce 1887 obcí Fluntern. Byl velmi malý a vybudovaný podle barokního stylu. Po začlenění Flunternu do Curychu v roce 1893 bylo naplánováno jeho zrušení, ale po odporu obyvatel byl zachován.
V letech 1907, 1928 a 1949 bylo území hřbitova zvětšeno. Dne 15. ledna 1941 zde byl pohřben spisovatel James Joyce a později i jeho manželka a syn se snachou.

## Hroby
- Emil Abderhalden (1877–1950), lékař
- Anita Augspurg (1857–1943), bojovnice za ženská práva
- Elias Canetti (1905–1994), spisovatel
- Louis Conne, (1905–2004), sochař
- Walter Robert Corti (1910–1990), filozof
- Kurt Früh (1915–1979), filmový režisér
- Therese Giehse (1898–1975), herečka
- Ernst Ginsberg (1904–1964), herec a režisér
- Friedrich Hegar (1841–1927), skladatel
- Lida Gustava Heymann (1868–1943), bojovnice za ženská práva
- Warja Lavater (1913–2007), grafička
- Fritz Hug (1921–1989), malíř
- James Joyce (1882–1941), spisovatel
- Nora Barnacle (1884–1951), manželka Jamese Joyce
- Paul Karrer (1889–1971), chemik
- Mary Lavater–Sloman (1891–1980), spisovatelka
- Karl Moser (1860–1936), architekt
- Wilhelm Oechsli (1851–1919), historik
- Emil Oprecht (1895–1952), nakladatel
- Hans Roelli (1889–1962), písničkář
- Leopold Ružička (1887–1976), chemik
- Max Rychner (1897–1965), spisovatel
- Paul Scherrer (1890–1969), fyzik
- Fridolin Tschudi (1912–1966), spisovatel
- Oskar Waelterlin (1895–1961), režisér
- Sigmund Widmer (1919–2003), politik